# Distretto di Kaeng Hang Maeo
Il distretto di Kaeng Hang Maeo (in thailandese: แก่งหางแมว) è un distretto (amphoe) della Thailandia, situato nella provincia di Chanthaburi.